# 冲永賞
冲永賞（おきながしょう）は、東京都千代田区にある公益財団法人労働問題リサーチセンター（LRC）により表彰される賞。労働問題に関する調査研究のうち、社会的に有意義で発展性のあるものに対して個人研究、共同研究のいかんを問わず、優れた論文・著書に対して冲永佳史帝京大学学長・同センター会長により表彰、助成される。
同賞は菅野和夫審査委員会座長により選考され、労働問題研究の振興に貢献することを主な目的としている。
なお、冲永賞の賞金や各種助成事業の母体となっている公益財団法人労働問題リサーチセンターは、文部科学省によって禁止されていた帝京大学の巨額の入学前寄附金の存在が明るみに出た2002年に、父母から集めた金の分配と蓄財に用いられ、その巨額所得隠しを摘発された合計約261億円の内部留保金を持つ帝京大学グループの13の関連財団のひとつとして新聞紙上で取り上げられた。